# П'яртнерс

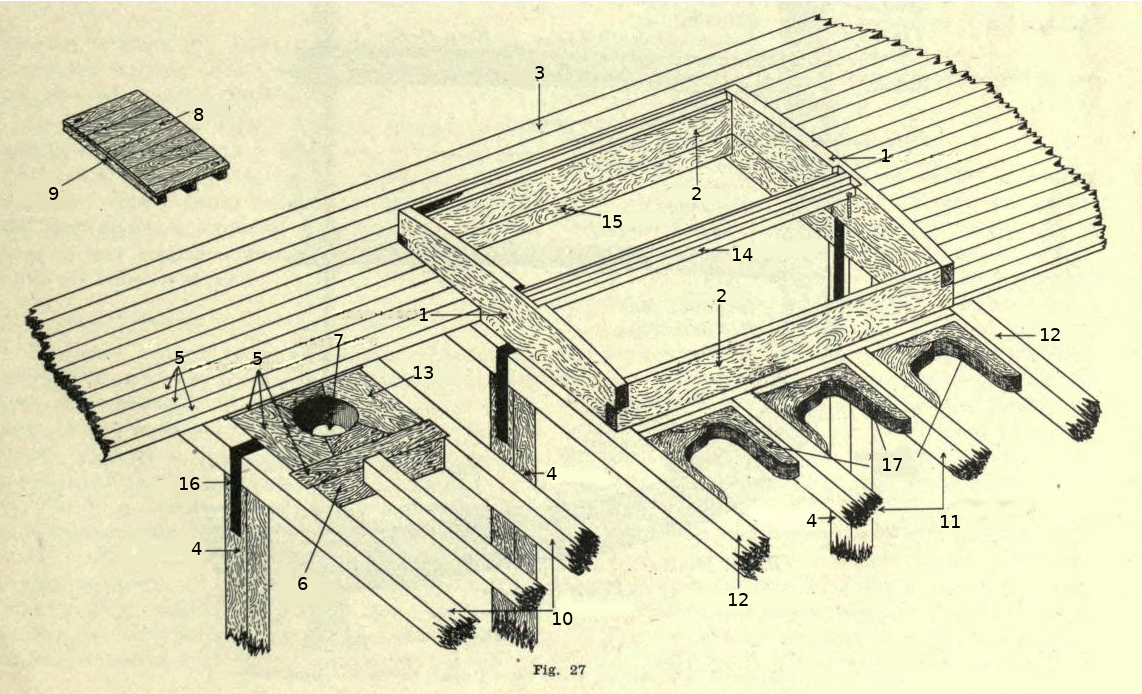
Набір палуби і будова п'яртнерса: 1, 2 — комінгс, 3,5 — палубний настил, 4 — пілерс, 6 — карлінгс п'яртнерса, 7 — п'яртнерс, 8,9 — лючина, 10 — щоглові бімси, 11 — півбімси, 12 — бімси люка, 13 — чака п'яртнерса, 14 — знімний бімс люка, 15 — карлінгс, 16 — сталева штаба, 17 — книці

П'я́ртнерс (від англ. partners — «карлінгси п'яртнерса»; щодо самого отвору в англійській вживається mast hole) — отвір у палубі, через який проходить щогла. П'яртнерсом називають також пристрій, в який впирається степс бушприта.
Для влаштування п'яртнерса між двома близькорозташованими бімсами (які називаються щогловими) вставляються 2 короткі розпірки — карлінгси. На бімси всередині утвореної комірки кріплять 2 накладки — нащочини. Для надання п'яртнерсу круглої форми кути комірки заповнюються дерев'яними чаками. Після встановлення щогли її укріпляють щогловими клинами, вбитими між нею і стінками п'яртнерса. Залишені при цьому шпари проконопачують, згори п'яртнерс оббивають брюканцем — покришкою з фарбованої парусини, що запобігає потраплянню води під палубу, притискуючи його кільцеподібним обробним кутиком.
Щогла може проходити через кілька розташованих один над одним на різних палубах п'яртнерсів. Під п'яртнерсом на кільсоні влаштовується степс — гніздо, де укріпляється шпор щогли. Він складається з ряду поздовжніх і поперечних брусів, що міцно з'єднані з корпусом судна.
На шлюпках роль п'яртнерса виконує намітка — відкидна металева скоба на банці, що утримує щоглу у вертикальному положенні.